# To jest żart
To jest żart (ang. Gigglebiz) – brytyjski program komediowy dla dzieci emitowany na kanale CBeebies od 2009 (w Polsce – od 2011).
Spin-offem programu jest format GiggleQuiz, który zadebiutował na antenie CBeebies w 2019. Nie jest on emitowany w Polsce.

## Obsada
- Justin Fletcher – wszystkie główne role
- Simon Grover – różne osoby, m.in. lokaj króla Bambo
- Darren Hart – różne osoby, m.in. pomocnik rolnika
- Richard Sutton – różne osoby, m.in. pomocnik Lady Diny
- Rod Arthur – różne osoby
- Julie Alannagh-Brighten – różne osoby
- Michael Webber – różne osoby

## Opis
Program komediowy z udziałem dziecięcej publiczności ukazuje śmieszne sytuacje, ucząc dzieci mądrego i pełnego życzliwości poczucia humoru.

## Wersja polska

### Seria pierwsza i druga[4]
Wersja polska: Eurocom Studio
Dialogi:
- Berenika Wyrobek (odc. 1-28)
- Anna Łubiarz (odc. 29-40)

Reżyseria: Berenika Wyrobek
Dźwięk i montaż: Jakub Jęczmionka
Wystąpili:
- Janusz Zadura

- Anna Apostolakis
- Marta Gajko-Król
- Dariusz Błażejewski
- Zuzia Gajownik
- Beniamin Lewandowski
- Tomek Mielewski

i inni

### Seria trzecia[4]
W roli głównej wystąpił: Piotr Łukawski
W pozostałych rolach:
- Krzysztof Grabowski
- Jacek Labijak
- Małgorzata Musiała
- Wanda Skorny
- Barbara Kubica-Daniel
- Paweł Mielewczyk
- Małgorzata Rychlicka-Hewitt

i inni
Opracowanie i realizacja wersji polskiej: Studio Tercja Gdańsk dla Hippeis Media